# Кінець місіс Чейні (фільм, 1937)
«Кінець місіс Чейні» (англ. The Last of Mrs. Cheyney) — американська комедійна драма режисера Річарда Болеславського 1937 року.

## Сюжет
Два англійських аристократи Змагаються за увагу чарівної американської вдови, яка виявляється не тою, за кого себе видає.

## У ролях
- Джоан Кроуфорд — Фей Чейні
- Вільям Пауелл — Чарльз
- Роберт Монтгомері — Артур
- Френк Морган — лорд Келтон
- Джессі Ральф — герцогиня
- Найджел Брюс — Віллі
- Коллін Клер — Джоан
- Бенніта Г'юм — Кітті
- Ральф Форбс — кузен Джон
- Ейлін Прінгл — Марія
- Мелвілл Купер — Вілльям
- Леонард Кері — Амес
- Сара Гейден — Анна
- Ламсден Гейр — інспектор Візерспун
- Волліс Кларк — Джордж